# NWA North American Tag Team Championship (Central States version)
L'NWA North American Tag Team Championship (Central states version) è stato un titolo di wrestling promosso dalla National Wrestling Alliance (NWA).
Il titolo fu attivo dal 1963 al 1973, quando fu ritirato e sostituito nel territorio dal NWA World Tag Team Championship.

## Storia
Il titolo fa parte di una serie di riconoscimenti con lo stesso nome promossi dai territori della NWA. Il territorio degli stati centrali fu uno dei primi ad adottare una sua versione nel titolo, quando nel 1963 lo assegnò a Pat O'Connor e Sonny Myers, vincitori di un torneo. 
Durante il regno di Great Togo e Tokyo Joe, a partire dal maggio 1973, il titolo fu sostituito dalla versione locale del NWA World Tag Team Championship e fu considerato di fatto disattivato. 

## Albo d'oro
| Legenda  |                                                                               |
| -------- | ----------------------------------------------------------------------------- |
| #        | Indica il numero del regno titolato                                           |
| Regno    | Viene indicato il numero del regno del campione                               |
| Data     | La data in cui il titolo è stato vinto                                        |
| Località | Indica il luogo in cui il titolo è stato vinto                                |
| Note     | Indica notizie particolari riguardanti i cambi di titolo o altre informazioni |

| #                          | Campione                                 | Regno | Data              | Giorni | Località               | Evento     | Note | Fonti |
| -------------------------- | ---------------------------------------- | ----- | ----------------- | ------ | ---------------------- | ---------- | --- | ----- |
| 1                          | Pat O'Connor e Sonny Myers               | 1     | 19 dicembre 1963  | 63     | Kansas City, Kansas    | House show | In un torneo per decretare i campioni inaugurali, sconfiggendo in finale Mongolian Stomper e Mike Sharpe.                            |       |
| 2                          | Bob Geigel e Bill Miller                 | 1     | 20 febbraio 1964  | 92     | Kansas City, Kansas    | House show | |       |
| 3                          | Pat O'Connor e Sonny Myers               | 2     | 22 maggio 1964    | --     | Kansas City, Kansas    | House show | |       |
| Storia del titolo non nota |                                          |       |                   |        |                        |            | |       |
| 4                          | Bulldog Henning e Bulldog Plechas        | 1     | giugno 1964       | --     | --                     | --         | |       |
| 5                          | Moose Evans e The Lawman                 | 1     | giugno 1964       | --     | Waterloo, Iowa         | House show | |       |
| Storia del titolo non nota |                                          |       |                   |        |                        |            | |       |
| 6                          | Bob Brown e Bob Geigel (2)               | 1     | agosto 1965       | --     | Amarillo, Texas        | House show | I due sono annunciati come vincitori di un torneo, ma non è noto se abbiano vinto il titolo vacante o se hanno sconfitto i campioni. |       |
| —                          | Vacante                                  | —     | dicembre 1965     | —      | —                      | —          | Il titolo fu reso vacante in seguito ad un finale controverso di una difesa titolata contro Lou Thesz e Bob Ellis.                   |       |
| 7                          | Bob Ellis e The Stomper                  | 1     | 19 maggio 1966    | 56     | Kansas City, Kansas    | House show | |       |
| 8                          | Jack Donovan e The Viking                | 1     | 14 luglio 1966    | 70     | Kansas City, Kansas    | House show | |       |
| 9                          | Bob Brown (2) e Bob Geigel (3)           | 2     | 22 settembre 1966 | 267    | Kansas City, Kansas    | House show | |       |
| 10                         | Ron Etchison e Sonny Myers (2)           | 1     | 16 giugno 1967    | 111    | Saint Joseph, Missouri | House show | |       |
| 11                         | Bob Ellis (2) e The Viking (2)           | 1     | 5 ottobre 1967    | 14     | Kansas City, Kansas    | House show | |       |
| 12                         | Bob Brown (3) e Bob Geigel (4)           | 3     | 19 ottobre 1967   | 84     | Kansas City, Kansas    | House show | |       |
| 13                         | Klondike Bill e Ron Etchison (2)         | 1     | 11 gennaio 1968   | 21     | Kansas City, Kansas    | House show | |       |
| 14                         | Bob Brown (4) e Bob Geigel (5)           | 4     | 1 febbraio 1968   | 98     | Kansas City, Kansas    | House show | |       |
| 15                         | Ron Etchison (3) e Sonny Myers (3)       | 2     | 9 maggio 1968     | 77     | Kansas City, Kansas    | House show | |       |
| 16                         | Roger Kirby e The Viking (3)             | 1     | 25 luglio 1968    | 42     | Kansas City, Kansas    | House show | |       |
| 17                         | Bob Brown (5) e Bob Geigel (6)           | 5     | 5 settembre 1968  | 56     | Kansas City, Kansas    | House show | |       |
| 18                         | Terry Martin e Tommy Martin              | 1     | 31 ottobre 1968   | 7      | Kansas City, Kansas    | House show | |       |
| 19                         | Dick Murdoch e Dusty Rhodes              | 1     | 7 novembre 1968   | 105    | Kansas City, Kansas    | House show | |       |
| —                          | Vacante                                  | —     | 20 febbraio 1969  | —      | —                      | —          | Il titolo fu reso vacante in seguito ad un finale controverso di una difesa titolata contro Bob Geigel e The Viking.                 |       |
| 20                         | Bob Geigel (7) e The Viking (4)          | 1     | 27 febbraio 1969  | 70     | Kansas City, Kansas    | House show | In uno spareggio per riassegnare i titoli vacanti contro Murdoch e Rhodes.                                                           |       |
| 21                         | Dick Murdoch (2) e K.O. Kox              | 1     | 8 maggio 1969     | 35     | Kansas City, Kansas    | House show | |       |
| 22                         | Luke Brown e Tor Kamata                  | 1     | 12 giugno 1969    | 7      | Kansas City, Kansas    | House show | |       |
| 23                         | Dick Murdoch (3) e K.O. Kox (2)          | 2     | 19 giugno 1969    | 11     | Kansas City, Kansas    | House show | |       |
| 24                         | Danny Little Bear e Luke Brown (2)       | 1     | 30 giugno 1969    | 66     | Kansas City, Kansas    | House show | |       |
| —                          | Vacante                                  | —     | 4 settembre 1969  | —      | —                      | —          | Il titolo fu reso vacante a causa dello split dei campioni.                                                                          |       |
| 25                         | Danny Little Bear (2) e Stan Pulaski     | 1     | 18 settembre 1969 | 14     | Kansas City, Kansas    | House show | In un torneo per riassegnare i titoli vacanti, sconfiggendo in finale Tarzan Tyler e Great Kojika.                                   |       |
| 26                         | Luke Brown (3) e The Ox                  | 1     | 2 ottobre 1969    | 36     | Kansas City, Kansas    | House show | |       |
| 27                         | Danny Little Bear (3) e The Viking (5)   | 1     | 7 novembre 1969   | 13     | Saint Joseph, Missouri | House show | |       |
| 28                         | Killer Karl Kox e K.O. Kox (3)           | 1     | 20 novembre 1969  | 56     | Kansas City, Kansas    | House show | |       |
| 29                         | Bob Geigel (8) e The Stomper             | 1     | 15 gennaio 1970   | 77     | Kansas City, Kansas    | House show | |       |
| 30                         | Killer Karl Kox (2) e K.O. Kox (4)       | 2     | 2 aprile 1970     | 11     | Kansas City, Kansas    | House show | |       |
| 31                         | Bob Geigel (9) e The Stomper (2)         | 2     | 13 aprile 1970    | 7      | Saint Joseph, Missouri | House show | |       |
| 32                         | Killer Karl Kox (3) e K.O. Kox (5)       | 3     | 20 aprile 1970    | 3      | Saint Joseph, Missouri | House show | |       |
| 33                         | Bob Geigel (10) e The Stomper (3)        | 3     | 23 aprile 1970    | 7      | Kansas City, Kansas    | House show | |       |
| 34                         | Harley Race e Baron Von Raschke          | 1     | 30 aprile 1970    | 133    | Kansas City, Kansas    | House show | |       |
| 35                         | Danny Little Bear (4) e Rufus R. Jones   | 1     | 10 settembre 1970 | --     | Kansas City, Kansas    | House show | |       |
| 36                         | Harley Race e Baron Von Raschke          | 2     | ottobre 1970      | --     | --                     | House show | |       |
| 37                         | Rufus R. Jones (2) e The Stomper (2)     | 1     | 29 ottobre 1970   | 35     | Kansas City, Kansas    | House show | |       |
| 38                         | Roger Kirby (2) e Rock Hunter            | 1     | 3 dicembre 1970   | 83     | Kansas City, Kansas    | House show | |       |
| 39                         | Danny Little Bear (5) e Pat O'Connor (2) | 1     | 24 febbraio 1971  | 15     | Des Moines, Iowa       | House show | |       |
| 40                         | John Tolos e Baron Von Heisinger         | 1     | 11 marzo 1971     | 21     | Kansas City, Kansas    | House show | |       |
| 41                         | Bob Geigel (11) e The Stomper (4)        | 4     | 1 aprile 1971     | 56     | Kansas City, Kansas    | House show | |       |
| 42                         | Buddy Austin e Bob Orton Sr.             | 1     | 27 maggio 1971    | 77     | Kansas City, Kansas    | House show | |       |
| 43                         | Steve Bolus e Rufus R. Jones (3)         | 1     | 12 agosto 1971    | 56     | Kansas City, Kansas    | House show | |       |
| 44                         | Yasu Fuji e Chati Yokouchi               | 1     | 7 ottobre 1971    | 43     | Kansas City, Kansas    | House show | |       |
| 45                         | The Stomper (5) e The Viking (6)         | 1     | 19 novembre 1971  | 12     | Saint Joseph, Missouri | House show | |       |
| 46                         | Yasu Fuji e Chati Yokouchi               | 2     | dicembre 1971     | 57     | --                     | House show | |       |
| 47                         | Omar Atlas e Danny Little Bear (6)       | 1     | 27 gennaio 1972   | 14     | Kansas City, Kansas    | House show | |       |
| 48                         | Yasu Fuji e Chati Yokouchi               | 3     | 10 febbraio 1972  | 28     | Kansas City, Kansas    | House show | |       |
| 49                         | Omar Atlas (2) e Danny Little Bear (7)   | 2     | 9 marzo 1972      | 2      | Kansas City, Kansas    | House show | |       |
| 50                         | Yasu Fuji e Chati Yokouchi               | 4     | 11 marzo 1972     | 41     | Wichita, Kansas        | House show | |       |
| 51                         | Danny Little Bear (8) e The Stomper (6)  | 1     | 21 aprile 1972    | 69     | Saint Joseph, Missouri | House show | |       |
| 52                         | Black Angus Campbell e Roger Kirby (3)   | 1     | 29 giugno 1972    | 111    | Kansas City, Kansas    | House show | |       |
| 53                         | Rufus R. Jones (4) e The Stomper (7)     | 1     | 18 ottobre 1972   | 15     | Kansas City, Kansas    | House show | |       |
| 54                         | Harley Race (3) e Roger Kirby (4)        | 1     | 2 novembre 1972   | 81     | Kansas City, Kansas    | House show | |       |
| 55                         | Bob Geigel (12) e Rufus R. Jones (5)     | 1     | 22 gennaio 1973   | 38     | Wichita, Kansas        | House show | |       |
| 56                         | Great Togo e Tokyo Joe                   | 1     | 1 marzo 1973      | --     | Kansas City, Kansas    | House show | |       |
| —                          | Disattivato                              | —     | maggio 1973       | —      | —                      | —          | Il titolo fu rimpiazzato dalla versione regionale del NWA World Tag Team Championship.                                               |       |